# Xunyu
Xunyu (en chino: 獯鬻; chino antiguo: *qʰun-lug) es el nombre de una antigua tribu nómada que invadió China durante tiempos legendarios. A menudo se los identifica con Xiongnu.

## Identificación
Los anales chinos contienen varias referencias a los Xunyu. Los primeros autores fueron Sima Qian (c. 145 o 135 a. C. - 86 a. C.), Ying Shao (140-206 d. C.), Wei Zhao (204-273) y Jin Zhuo (hacia finales del siglo III o IV). Sin citar ningún documento de respaldo, afirmaron que Xunyu o Xianyun eran nombres que designaban a las personas nómadas que durante la dinastía Han se llamaban Xiongnu (匈奴). Ese punto de vista también fue sostenido por el comentarista de la dinastía Tang Sima Zhen (c. siglo VIII), quien citó a Zhang Yan (張 晏) diciendo que «los chunwei, durante la era Yin, huyeron a las fronteras del norte»; Inmediatamente después, Sima Zhen declaró que Yue Chan (樂 產) escribió en el ahora perdido Guadipu (括 地) «Registro de las Tierras Circundantes» que: «Jie, (gobernante de) la Casa de Xia vivió una vida inmoral. Tang lo exilió a Mingtiao, murió allí tres años después. Su hijo Xunyu 獯 粥 se casó con sus concubinas y vagaron muy lejos hacia el desierto del norte en busca de pastizales, y luego en el Reino Medio fueron mencionados como Xiongnu 匈奴».
Basado en estudios fonéticos y comparaciones de inscripciones en bronce y la estructura de los personajes, Wang Guowei (1877-1927) llegó a la conclusión de que los nombres tribales Guifang (鬼 方), Xunyu, Xianyu (鮮 虞), Xianyun (獫 狁), Rong, Di y Hu en los anales antiguos designaban a la misma gente, que luego ingresó a la historia china con el nombre de Xiongnu.
El período exacto en el que existió la forma Xunyu como la fonetización más antigua del nombre Xiongnu sigue sin estar claro: Sima Qian declaró que en el período prehistórico más temprano los Xiongnu se llamaban Hu y Rong, y en el período prehistórico tardío Xunyu . En el período alfabetizado que comienza con la dinastía Shang (1600-1046 a. C.) se les llamaba Guifang, en el período Zhou (1045-256 a. C.) se les llamaba Xianyun, y a partir del período Qin (221-206 aC) los analistas chinos los llamaron Xiongnu.